# Province de Kiên Giang
Ne doit pas être confondu avec Kiến Giang.
Kiên Giang est une des provinces du Delta du Mékong au Viêt Nam. Son chef-lieu est Rạch Giá.
La plus grande île vietnamienne, Phú Quốc, qui dépend administrativement de la province, se trouve à l'ouest de celle-ci, au large des côtes cambodgiennes.
En 2018, Kien Giang était la 11e unité administrative la plus peuplée du Vietnam, classée 19e en termes de produit régional brut intérieur (GRDP), 31e en termes de GRDP par habitant, et 39e en termes de taux de croissance du GRDP. Avec une population de 1 723 067 personnes, le GRDP a atteint 101 887,58 milliards de Dong (équivalent à 4,4 milliards de USD), le GRDP par habitant a atteint 58,13 millions de Dong (équivalent à 2 527 USD), et le taux de croissance du GRDP en 2021 était de 0,58%,,.

## Histoire
En 1774, le seigneur Nguyen Phuc Dang Khoat divisa en 12 le palais, mais laissa encore la ville de Hà Tiên, le style de Mac Thien Tich comme amiral règle.
Sous le règne de Minh Mạng, en 1832, Hà Tiên était devenue l'une des six provinces du sud,.
En 1876, la France du Sud divisait en quatre grandes régions administratives,,, chaque région étant divisée en sous-districts administratifs plus petits ou en comtés prenant action (arrondissement administratif), Hà Tiên, l'ancien étant divisé en deux paramètres de particules sont Hà Tiên et Rạch Giá. À partir du 1er janvier 1900, les deux paramètres de particules de Hà Tiên et Rạch Giá sont devenus les provinces de Hà Tiên et Rạch Giá.
Hà Tiên et Rạch Giá ont été par la suite fusionnés en Kiên Giang,. À l'époque, Kiên Giang comptait sept districts: Hà Tiên, Kiên An, Kiên Bình, Kiên Lương, Kiên Tân, Kiên Thành et Phú Quốc.

## Administration

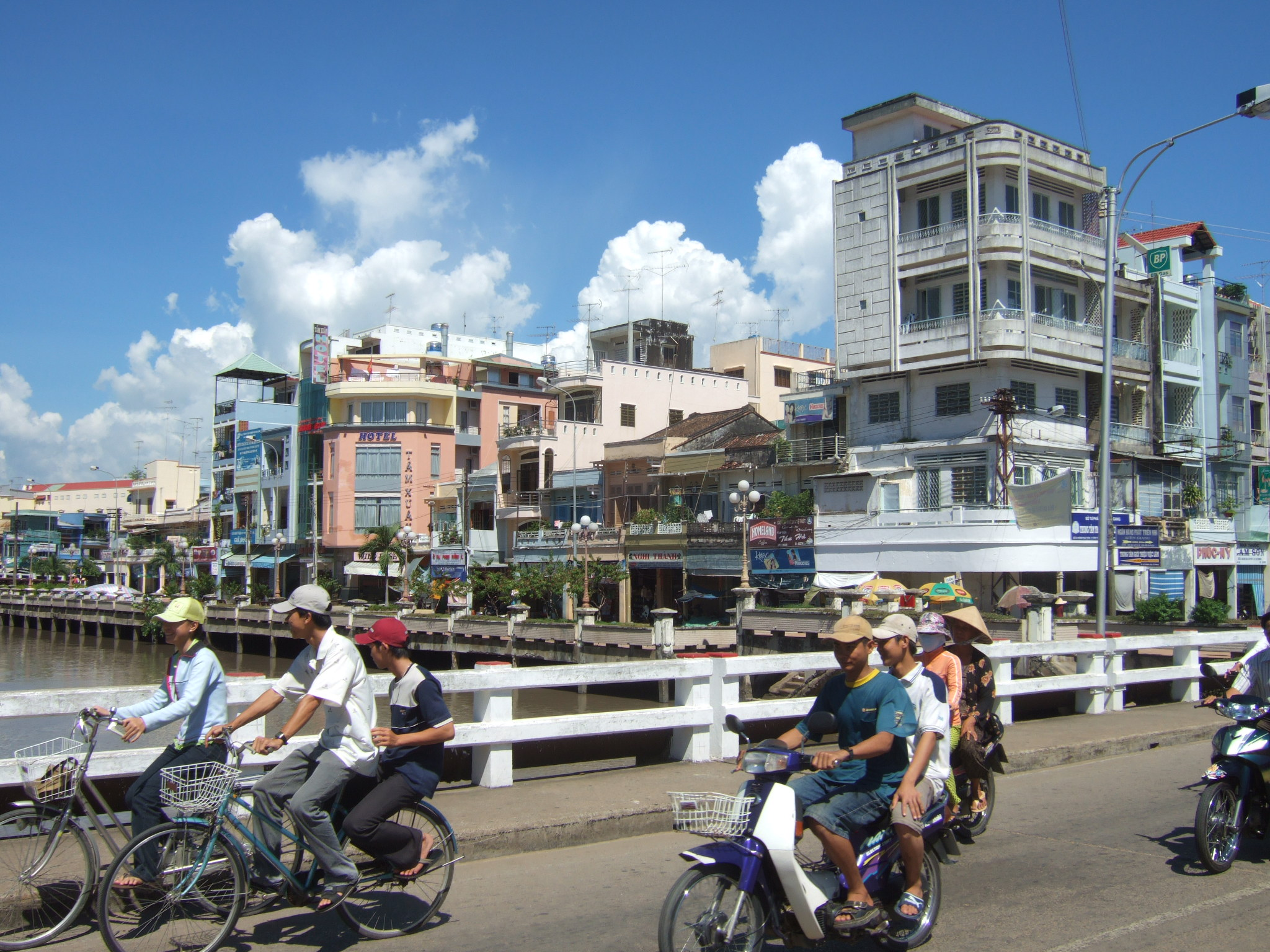
Rạch Giá.

Kiên Giang a deux villes Rạch Giá et Hà Tiên ainsi que 13 districts:
1. An Biên
2. An Minh
3. Châu Thành
4. Giang Thành
5. Giồng Riềng
6. Gò Quao
7. Hòn Đất
8. Kiên Hải
9. Kiên Lương
10. Phú Quốc
11. Tân Hiệp
12. Vĩnh Thuận
13. U Minh Thượng

## Source
1. ↑  Area, population and population density in 2012 by province, General Statistics Office Of Vietnam (lire en ligne)
2. ↑  Le résultat du recensement total de la population et du logement en 2019, publié en 2020, page 40
3. ↑  « La situation économique et sociale de Kien Giang en 2018 », sur Bureau de statistiques provincial de Kien Giang (consulté le 12 octobre 2019)
4. ↑  « Approval and publication of the 2020 land area statistics », 2022
5. ↑  Bureau général des statistiques, « Annuaire statistique du Vietnam 2021 », Maison d'édition de statistiques, 2022 (consulté le 1er août 2022)
6. ↑  « Histoire de la région de Kiên Giang » (consulté le 26 juillet 2023)
7. ↑  « La création de la province d'An Giang en 1832 à travers les documents historiques du Quốc sử quán sous la dynastie Nguyễn » (consulté le 26 juillet 2023)
8. ↑  « Le processus de création du Phủ Tây Ninh et de la province de Tây Ninh » (consulté le 26 juillet 2023)
9. ↑  « HISTOIRE DE LA FORMATION DE LA PROVINCE DE SÓC TRĂNG » (consulté le 26 juillet 2023)
10. ↑  « Bref aperçu de l'histoire de la formation de la province de Trà Vinh » (consulté le 26 juillet 2023)
11. ↑  Ville de Hà Tiên, « tour hòn sơn » (consulté le 26 juillet 2023)
12. ↑  « La ville de Hà Tiên devient une ville de la province de Kiên Giang » (consulté le 26 juillet 2023)
13. ↑  « Kiên Giang: Proposition de construction de l'autoroute Rạch Giá - Hà Tiên » (consulté le 26 juillet 2023)